# Zentralafrikanische Fußballnationalmannschaft der Frauen
Die zentralafrikanische Frauenfußballnationalmannschaft ist eine Auswahlmannschaft der Fédération Centrafricaine de Football, die die Zentralafrikanische Republik auf internationaler Ebene bei Frauen-Länderspielen vertritt. Die Mannschaft nahm bislang nur an der Zentralafrikameisterschaft und an der Qualifikation zum Afrika-Cup teil, jedoch nicht am Afrika-Cup selbst oder an Weltmeisterschaften. Derzeitiger Trainer ist Majoka Line.

## Geschichte
Ihr erstes Spiel absolvierte die Mannschaft im Rahmen der Qualifikation zur Afrikameisterschaft 2006. Das Hinspiel gegen Senegal wurde mit 4:0 verloren, zum Rückspiel trat die Mannschaft daraufhin nicht mehr an. Zum nächsten Spiel des Teams kam es erst bei der Qualifikation zum Afrika-Cup 2018. Nach zwei Niederlagen gegen die Republik Kongo schied die Zentralafrikanische Republik bereits in der ersten Qualifikationsrunde aus. Bei der Zentralafrikameisterschaft 2020 erzielte die Mannschaft jeweils ein Unentschieden gegen Tschad und Gabun und verlor gegen die Demokratische Republik Kongo und Äquatorialguinea. Damit wurde das Turnier auf dem letzten Tabellenplatz beendet. Bei der Qualifikation zum Afrika-Cup 2022 wurden beide Spiele gegen Kamerun verloren, ebenso wurden im Rahmen der Qualifikation zum Afrika-Cup 2025 beide Spiele gegen Mali verloren.

## Turniere

### Weltmeisterschaft
- 1991 bis 2015 – nicht teilgenommen
- 2019 – nicht qualifiziert
- 2023 – nicht qualifiziert
- 2027 – nicht teilgenommen

### Afrika-Cup
- 1991 bis 2004 – nicht teilgenommen
- 2006 – nicht qualifiziert
- 2008 bis 2016 – nicht teilgenommen
- 2018 – nicht qualifiziert
- 2020 – Turnier abgesagt
- 2022 – nicht qualifiziert
- 2025 – nicht qualifiziert
- 2026 – nicht teilgenommen

### Zentralafrikameisterschaft
- 2020 – Fünfter Platz